# Gymnocorymbus
Gymnocorymbus — рід риб родини Харацинових. Представники роду поширені в прісних водах Південної Америки. Є популярними об'єктами акваріумістики. Містить три види.

## Види
- Gymnocorymbus bondi (Fowler, 1911)
- Gymnocorymbus ternetzi (Boulenger, 1895)
- Gymnocorymbus thayeri C. H. Eigenmann, 1908